# エレイン・ホー
エレイン・ホー（何綺玲、Elaine Ho, 1985年4月22日 - ）は、香港で活動していたマカオ出身の歌手、女優。
クッキーズ (Cookies) の元メンバーで、2002年にメンバー入りした。その後学業に専念するため、クッキーズから脱退した。
身長158cm。体重40kg。血液型O型。星座はおうし座。

## ディスコグラフィ
クッキーズのメンバーとしての参加作品については、クッキーズ#ディスコグラフィーを参照のこと。

## 出演

### 映画
- 九個女仔一只鬼（2002年）
- 百分百感覚 2003（2003年） - 女性交通警察官 役
- 恋上你的床（2003年）

### CM
- Meko（2002年）
- 新華旅遊（2002年）
- 2%（2002年）